# Богдан А091
Богдан А091 — 7-метровий автобус середнього класу українського виробництва, що випускався корпорацією «Богдан» з 1999 по 2005 роки, до початку масового виробництва моделі-наступника Богдан А092.

## Історія моделі[1]

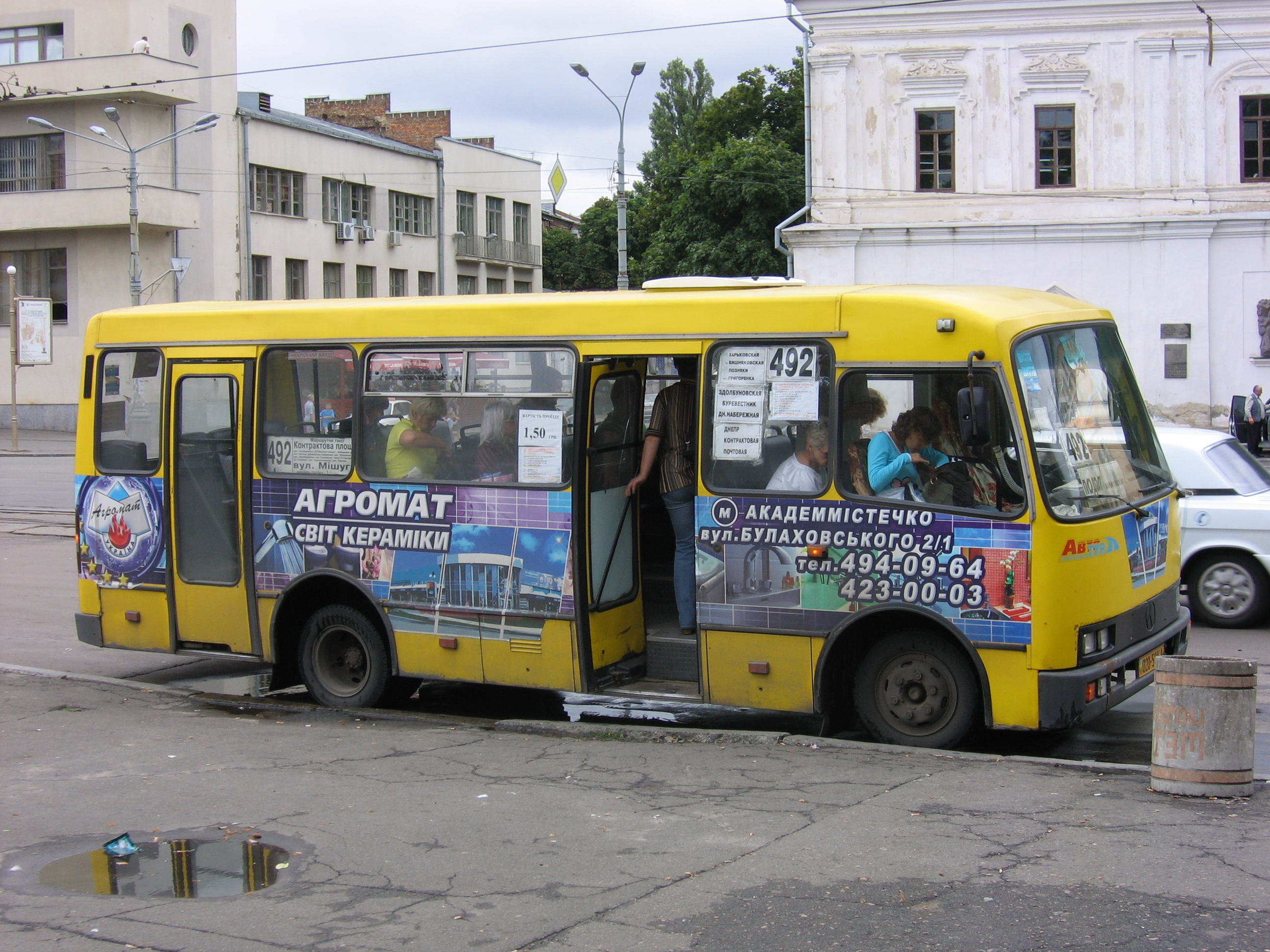
Богдан А091 в Києві

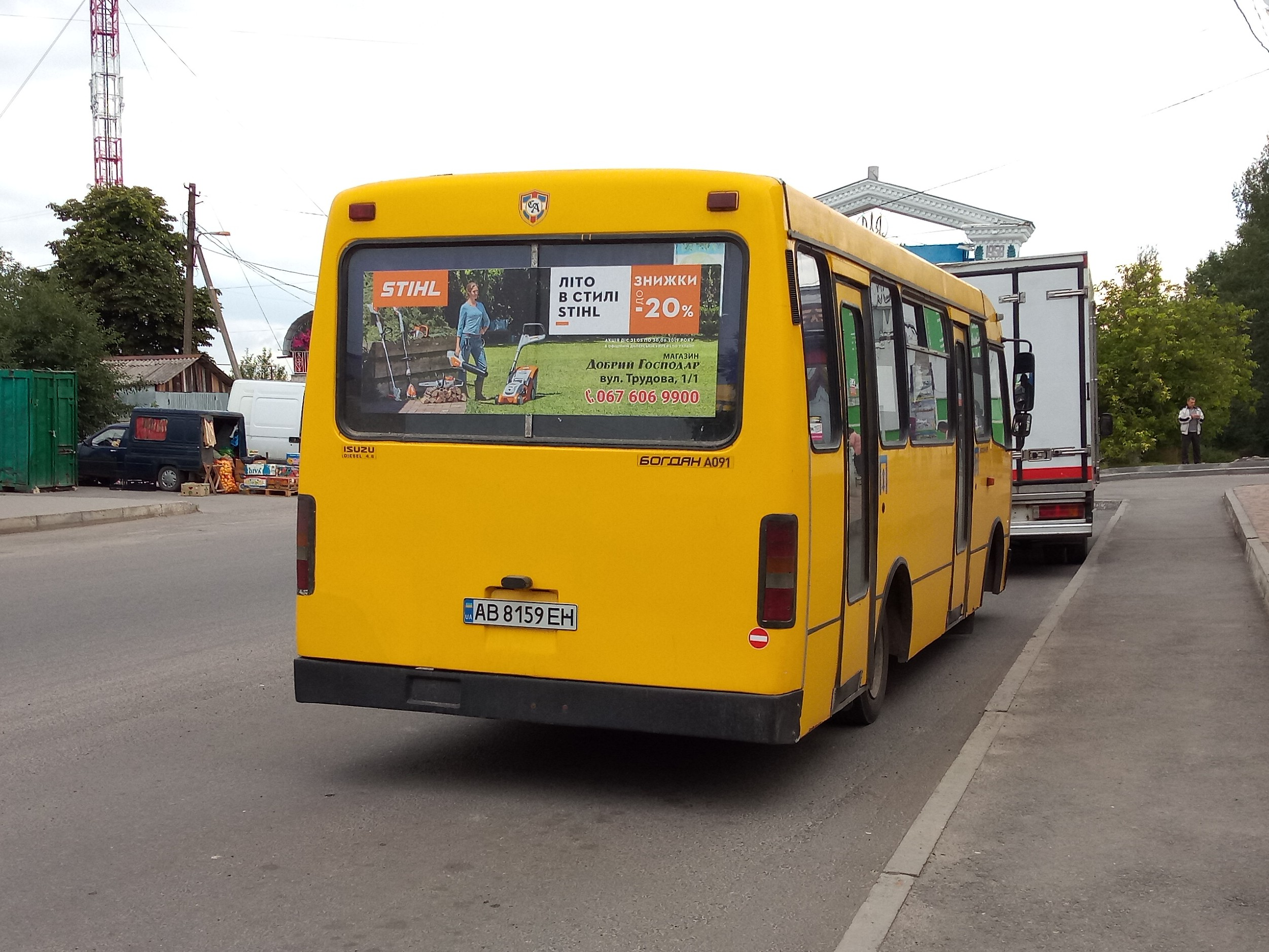

Малий міський автобус А-091 «Богдан» розробили фахівці ВАТ «Укравтобуспром» (колишній Всесоюзний інститут автобусо-тролейбусобудування, м. Львів).
З 1999 року автобус Богдан-А091 вироблявся на АТ «Черкаський автобус», створеному на базі авторемонтного підприємства, що існувало в Черкасах ще за радянських часів. Організація зовсім нового виробництва на Черкаському автобусоремонтному заводі характеризувалася безпрецедентною динамікою зростання — обсяги виробництва на заводі у 2001–2004 роках щорічно збільшувалися у два-три рази. Склалася досить рідкісна для вітчизняного автобусобудування ситуація, коли обсяги збуту обмежувалися виробничими можливостями заводу. Об'єднання науково-технічного потенціалу конструкторського бюро з 50-річним досвідом роботи (починаючи від легендарного ЛАЗ-695 і закінчуючи ЛіАЗ-5256) з новим менеджментом в ринкових умовах дозволило промислово-фінансовій групі «Укрпромінвест» створити найпотужніше в СНД виробництво серед нових виробників автобусів.
Автобуси «Богдан» з'явилися на українському ринку саме в потрібний момент — майже десятиліття автобусний парк не оновлювався і назріла гостра потреба у нових автобусах. Водночас важка економічна ситуація поставила автоперевізників в такі умови, коли закуповувати дорогі автобуси великої місткості було невигідно. Агрегатна комплектація японського концерну ISUZU і застосування нових кузовних технологій, що збільшили термін служби кузова в півтора-два рази визначили успіх автобусів Богдан-А091 на українському ринку, попри їх вищу вартість порівняно з іншими вітчизняними автобусами цього класу.
Принциповою відмінністю автобусів «Богдан» є відмова від традиційного в цьому класі використання передньомоторного рамного шасі і перехід на більш довговічну опорну конструкцію. Кузов автобуса виконаний з багатокомпонентного склопластику. Машина має дуже комфортабельну пневморесорну задню підвіску, що значно покращує плавність руху. Знижений рівень підлоги (для входу у салон автобуса треба піднятись на одну сходинку) полегшує і прискорює посадку в автобус, а також істотно покращує стійкість і маневровість автобуса внаслідок зниження центру мас.
Богдан-А091 може перевозити 45 пасажирів, має 20 сидячих місць і зручне місце кондуктора. Салон обладнаний ефективною системою автономного опалення, велика площа скла забезпечує хороший огляд водієві й пасажирам. Підсилювачі керма, приводу зчеплення та гальм створюють гарні умови праці для водія. Невеликі габаритні розміри автобуса (7,19 м в довжину і 2,37 м у ширину) дозволяють дуже впевнено маневрувати на переповнених іншим автотранспортом вулицях міста. Істотною перевагою є мінімальна витрата дизпалива при великій потужності двигуна.
Перші машини 1999-2000 років випуску відрізнялися від наступних вклеєним склом, іншою формою бічних вікон у кабіні й компонуванням салону. Замість трирядного компонування сидінь застосовувалось чотирирядне, а біля задніх дверей був невеликий накопичувальний майданчик. Надалі компонування сидінь в салоні замінили трирядним, а скло стали кріпити гумовими ущільнювачами. Спочатку силовий агрегат і КПП для автобусів Богдан концерн Isuzu постачав безпосередньо з Японії, але з 2002 року ці вузли стали випускатися польським відділенням концерну — Isuzu Motors Polska. Також до 2002 року автобуси Богдан випускалися з гофрованими бортами, згодом гофровані борти замінили рівними.
Крім базової міської модифікації була також створена міжміська версія Богдан-А091.1. У цього автобуса кількість сидінь збільшено до 26, задні двері замінено аварійними (відкриваються вручну). Богдан-А091.1 обладнаний додатковим багажником у задньому відділі з дверима в задній панелі, системою індивідуальної вентиляції, інтегрованої з багажними полицями салону, новим інтер'єром салону і м'якими сидіннями.
В кінці 2002 року концерн «Укрпромінвест» і харківське виробниче підприємство «Квант» розробили й запустили у виробництво на «Черкаському автобусі» пересувну рентгено-флюорографічну лабораторію «Індіарс-П» на базі автобуса А091. Мобільний рентгено-флюорографічний кабінет призначений для обслуговування віддалених об'єктів. За своїм оснащенням «Індіарс-П» на базі Богдан-А091 не поступається стаціонарним рентгено-флюорографічним кабінетам. Такі мобільні лабораторії вже включено до автопарків лікарень і диспансерів багатьох українських міст.
2005 року на базі АТ «Черкаський автобус» створено підприємство «Богданспецавтотехніка», яке, окрім виробництва автомобільних кузовів, фургонів та причепів також займається капітальним ремонтом автобусів Богдан-А091 і виготовленням автобусів спеціального призначення.
Зростання нормативних обмежень за екологічними показниками й для безпеки руху спричинили появу нової моделі А092, яка 2004 року остаточно замінила собою А091. В А092 усунуто недоліки, властиві А091 і враховано побажання перевізників з модернізації моделі А091.